# 光岡K-3
K-3為光岡汽車所推出的仿古典作品車輛。車輛設計以Mitsuoka Classic Type F為藍本。「K-3」為套件車輛，需由消費者自己DIY組裝。

## 車輛歷史

### K-3（2005－2006年）
2005年8月，微型車輛「MICRO TYPE-F」（マイクロ・タイプF）、套件車輛「K-3」限量發售。需由消費者自己DIY組裝的套件車輛「K-3」，共分成約八百個不同組裝零件，參照隨車所含的組裝工具與說明書，組裝時間需要四十小時至三天，同時令消費者享受身為製造者、機械師及駕駛者等不同角色的樂趣。「K-3」限量販售100台（兩週內，銷售完畢）。
2006年10月，停止生產。

## 車輛諸元
- 引擎（Engine）：BB-MC1E/49cc/Single cylinder/OHC
- 最高馬力（Maximmum Power）：4kw(6.1ps)/6500rpm
- 最大扭力（Maximum Torque）：6.9N･m(0.70kg.m)/6000rpm
- 變速系統（Transmission）：CVT
- 傳動型式（Drive system）：FF
- 懸吊系統（Suspension）：油壓式
- 煞車系統（Brakes）：四輪鼓煞
- 車長（Overall Length）：2495mm
- 車寬（Overall Width）：1285mm
- 車高（Overall High）：800mm
- 軸距（Wheel Base）：1745mm
- 車身重量（Vehicle weight）：180kg
- 輪胎尺寸（Tyre）：4.00-8-46J
- 車輛售價（Price）：￥614,250／840,000[2]

## 相關車輛

### 攣生車輛
然而，正確說明「MICRO TYPE-F」與「K-3」起來，所有外觀與結構完全相同。「MICRO TYPE-F」為已組裝完成，才販售的車輛。「K-3」為完全未組裝，而直接販售的車輛。
- MICRO TYPE-F

### 延伸車輛
同時，另有「MICRO TYPE-F」的原型基礎「Classic Type F」。
- Classic Type F

## 備註
1. ↑  【光岡 マイクロ タイプF 発表】限定200台を発売 （页面存档备份，存于），〈response.jp〉
2. ↑  光岡自動車、50ccのマイクロカーシリーズに新モデル、限定200台新型車は1人乗りのオープンスポーツモデル。50ccの2サイクルエンジンを搭載し、車両法では原動機付自転車となるが、道路交通法上では自動車の扱いとなり、ヘルメットの着用義務はない。最高速度は50km/h。価格は完成車「マイクロタイプ-F」が84万円と94.5万円(限定100台)。購入者自身が組み立てるタイプの「K-3」は61万4250～85万5750円(限定100台)。，《自動車教習所》（2005年08月19日）

## 外部連結
- 光岡自動車（页面存档备份，存于）
- MITSUOKA-MICROCAR.COM（页面存档备份，存于）